# Maria Quitéria de Jesus
Maria Quitéria de Jesus (Feira de Santana, 27 de julio de 1792 - Salvador, 21 de agosto de 1853) fue una mujer militar brasileña, considerada heroína de la Independencia de Brasil, que combatió al lado de las tropas brasileñas en contra de los soldados portugueses, disfrazada de varón y haciéndose llamar "soldado Medeiros".

## Biografía
Maria Quitéria nació en una finca cercana a Feira de Santana en el actual Estado de Bahia, hija de un pequeño terrateniente de la zona, en 1792. Sin estudios formales de alguna clase, Maria Quitéria permaneció analfabeta pero en el ambiente de la hacienda paterna aprendió a montar a caballo, usar armas de fuego y cazar, actividades usuales en el ambiente rural de su época pero poco comunes para una mujer de su entorno.
La joven Maria Quitéria estaba pronta a casarse cuando en julio de 1822 la provincia de Bahía se declaró a favor del príncipe Pedro de Braganza que postulaba la independencia de Brasil, y para sostener esta posición las autoridades bahianas enviaron emisarios en busca de adhesiones en armas o soldados por toda la provincia; cuando una delegación llegó a Feira de Santana, el padre de Maria Quitéria de Jesus quedó exento de todo deber al ser un viudo con hijos menores (ninguno en edad militar). No obstante Maria Quitéria si aceptó unirse a las tropas independentistas, pese a no tener consentimiento paterno para ello. 
Ante ello, Maria Quitéria de Jesus huyó a la casa de su media hermana y se cortó los cabellos, vistiendo como hombre y dirigiéndose a la cercana villa de Cachoeira para alistarse como "soldado Medeiros" en el regimiento de artillería local. Descubierta por su padre poco después y al revelarse su verdadero sexo, Maria Quitéria logró quedarse en las tropas del Batallón de Voluntarios del Príncipe debido a su disciplina y habilidad con las armas, incorporando a su uniforme una falda de tipo escocés.
Ente octubre de 1822 y junio de 1823 Maria Quitéria participó en diversos combates y emboscadas contra los soldados portugueses que resistían en la provincia de Bahia, manejando su fusil con igual habilidad que sus compañeros y mostrando valentía frente al fuego enemigo. Ascendida a cadete en julio de 1823, y tras el fin de las campañas bélicas en Bahia, fue recibida el 20 de agosto de 1823 por el emperador Pedro I en Río de Janeiro, siendo allí condecorada y ascendida a alférez.
Retirada del ejército al terminar las luchas en su provincia natal, Maria Quitéria de Jesus volvió a Feira de Santana, fue perdonada por su padre y contrajo matrimonio. Tras enviudar y reclamar la herencia de su padre, se mudó a Salvador de Bahía con su hija.